# Maison Velu
La Maison Velu est une réalisation de style Art nouveau située à Liège.
Elle est une des dernières œuvres de l'architecte Victor Rogister, très prolifique dans l'édification de maisons Art nouveau à Liège. On lui doit, entre autres, les maisons Pieper, Lapaille, Counet ou encore la très belle Maison Piot.

## Situation
Cette maison se trouve au no 5 de la rue Henri Blès à quelques dizaines de mètres de l'abbaye Saint-Laurent de Liège plus connue comme ancien hôpital militaire. Dans cette même rue ainsi que dans rue Patenier toute proche, on peut observer plusieurs autres constructions de style Art nouveau comme la voisine de la Maison Velu au no 3 de la rue Blès.

## Description
La maison Velu est une construction constituée de deux travées et quatre niveaux. La travée de droite est la plus large.

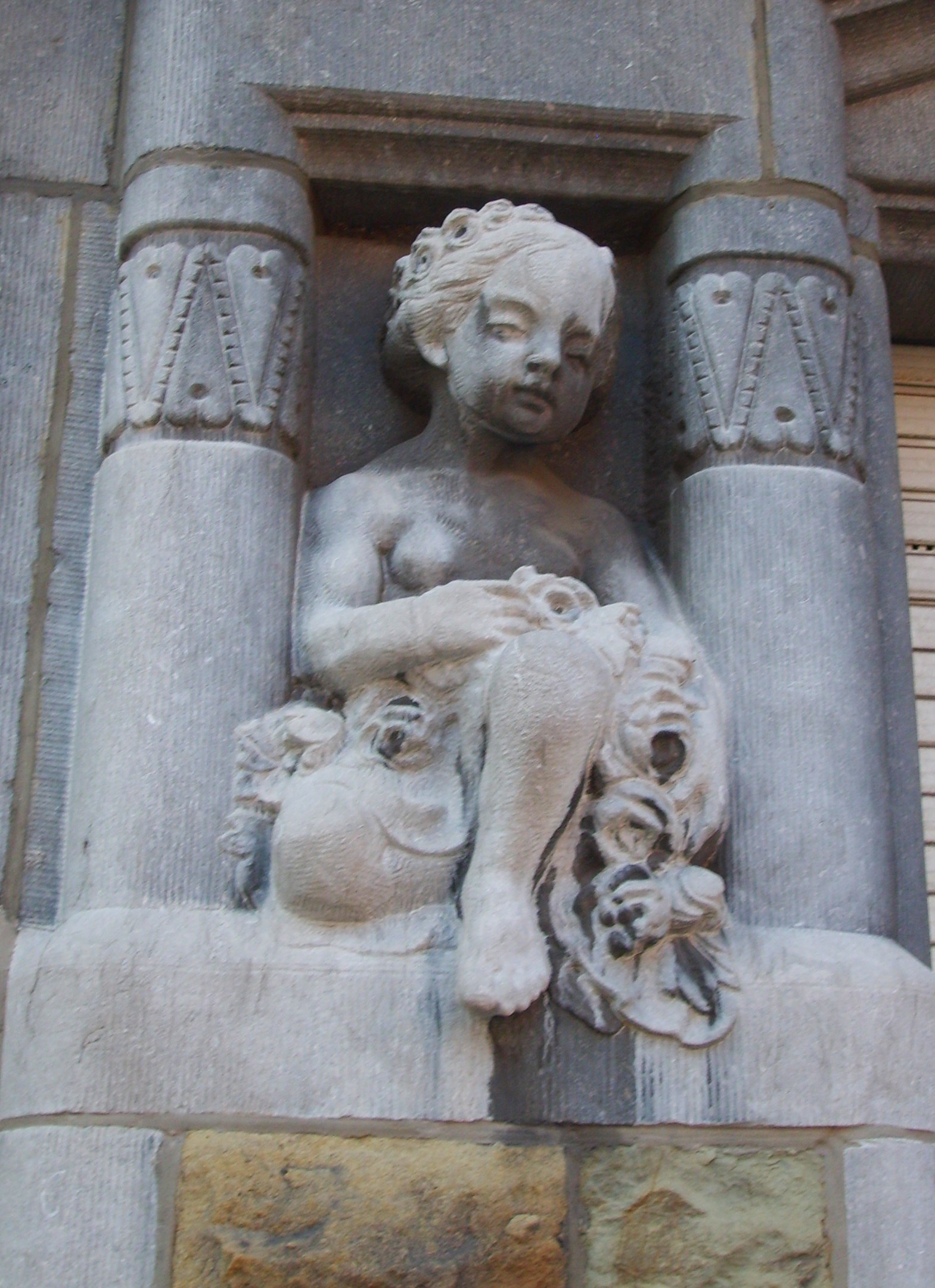
Maison Velu : sculpture d'enfant

### Rez-de-chaussée
Les matériaux utilisés sont la pierre de taille et le grès. La porte d'entrée en bois à deux battants et les baies en triplet sont surmontées de lignes et formes géométriques sculptées dans la pierre bleue. Deux colonnes de pierre aux sommets striés précèdent les baies du rez-de-chaussée ainsi que celles de l'étage supérieur.
De part et d'autre de la baie en triplet, deux petites niches entourées de colonnettes sculptées sont occupées par de jeunes enfants tenant dans leurs mains des fruits et des fleurs. Une jambe et un pied de chaque bambin débordent du cadre de la niche.
La séparation entre le rez-de-chaussée et le premier étage est marquée par un cordon en pierre surmonté d'une ligne où alternent briques et pierres en carrés.

### Premier et deuxième étages
Ces étages sont bâtis en briques rouges disposées tantôt en panneresse tantôt en boutisse.
La travée gauche, plus étroite, est percée de deux baies rectangulaires dont la partie supérieure est ornée de vitraux. Les linteaux en pierre de taille du deuxième étage sont complétés d'autres pierres formant des figures géométriques.
La travée droite se compose d'une loggia surmontée d'une baie sous un arc en plein cintre formé de  pierres de taille dont la clé est sculptée. Un élégant petit balcon arbore une ferronnerie aux lignes simples mais harmonieuses. Comme les autres baies, celle du deuxième étage est parée de vitraux et petits bois mais, ici, les vitraux et les petits bois s'articulent sur deux niveaux. 
Cet ensemble loggia et baie en arc fait beaucoup penser à la Maison Defeld construite en Outremeuse quatre années auparavant par le même Victor Rogister.

### Troisième étage
Le dernier étage mansardé est constitué d'une baie sur la travée gauche et d'une baie en triplet à droite. L'élément le plus original de cet étage est la corniche. En réalité, pas moins de quatre corniches se succèdent sur trois niveaux.